# Parque General San Martín (Mendoza)

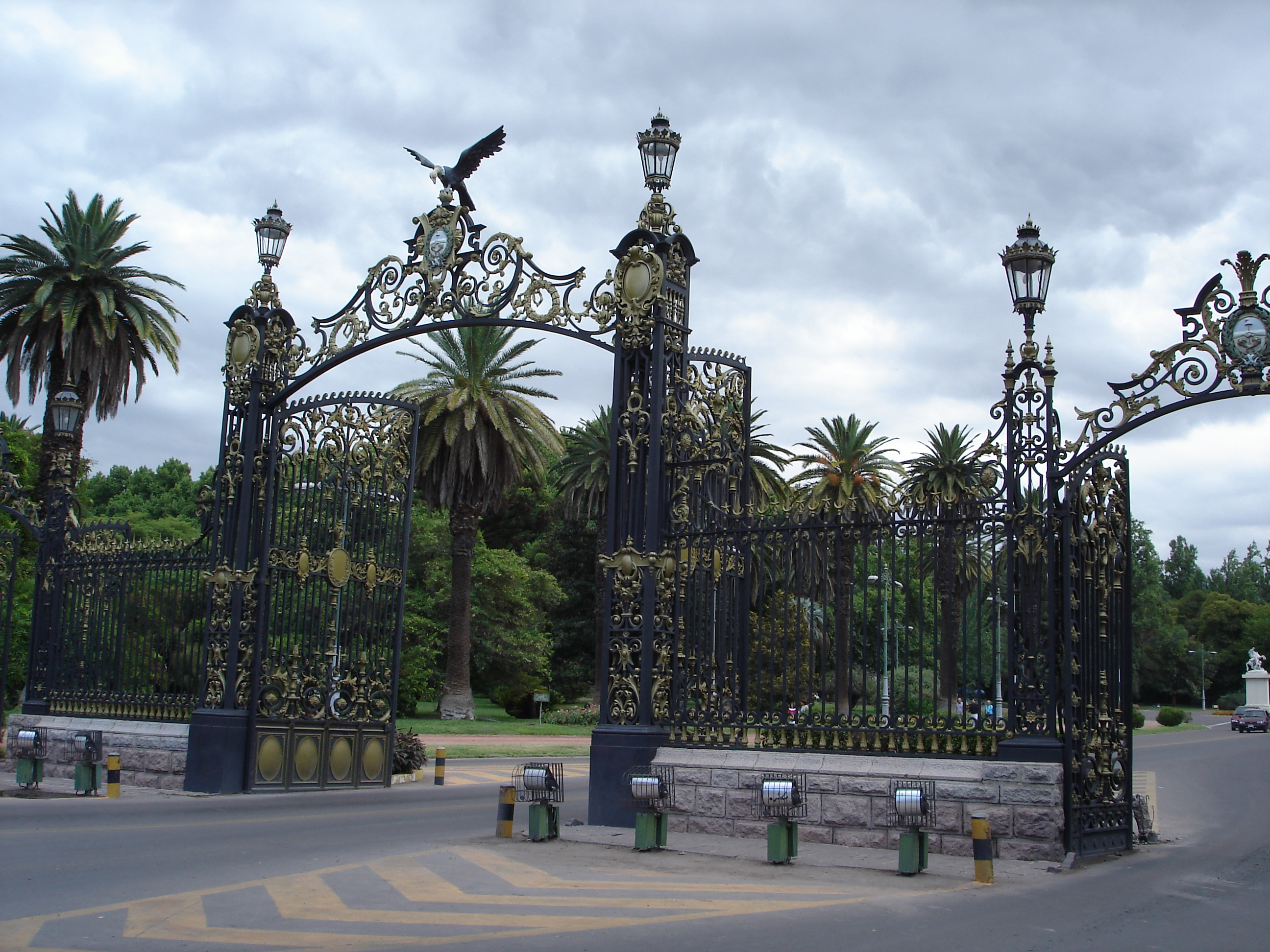
Los Portones, desde 1907 definen el ingreso al Parque.

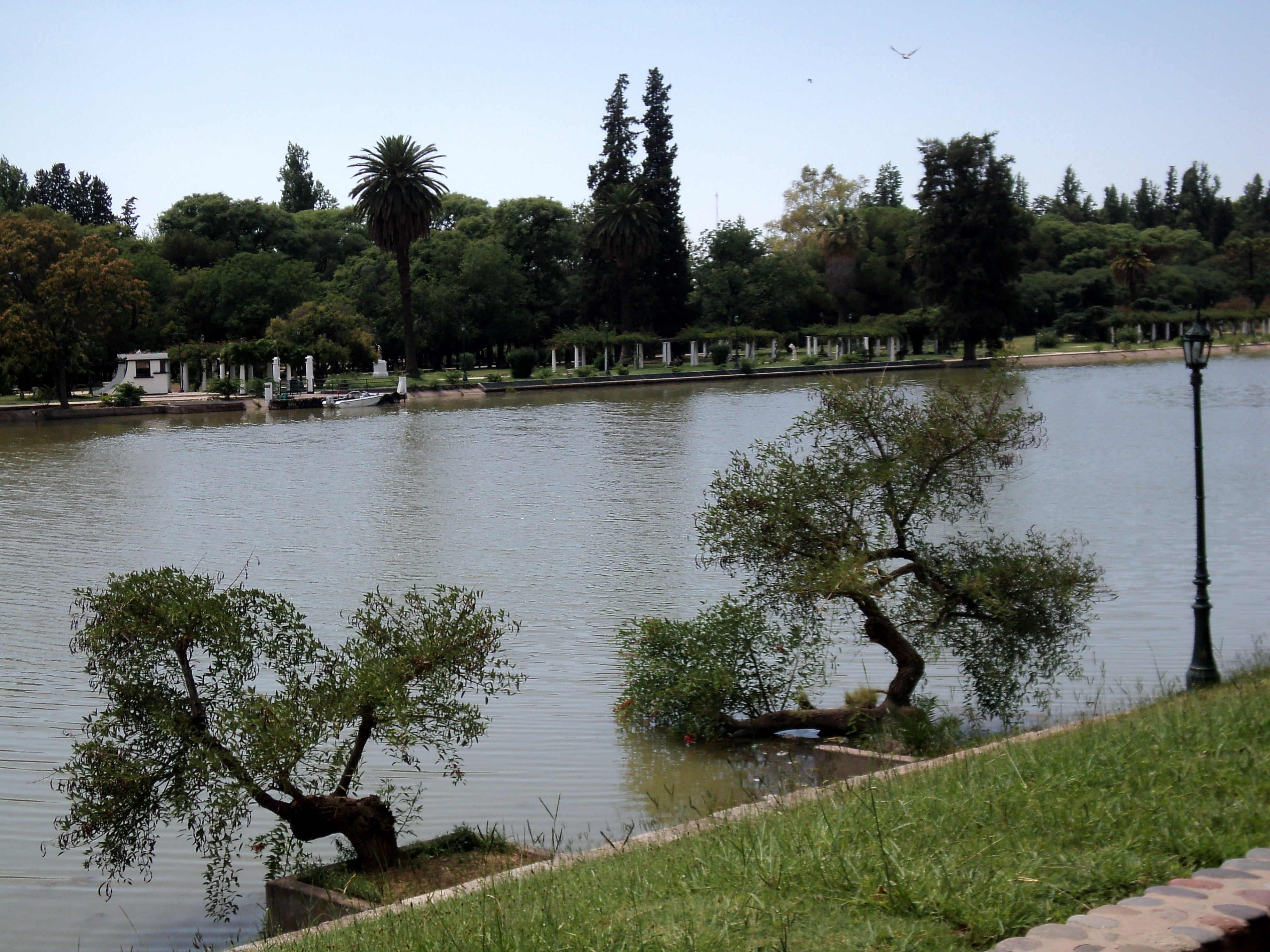
El extenso lago artificial

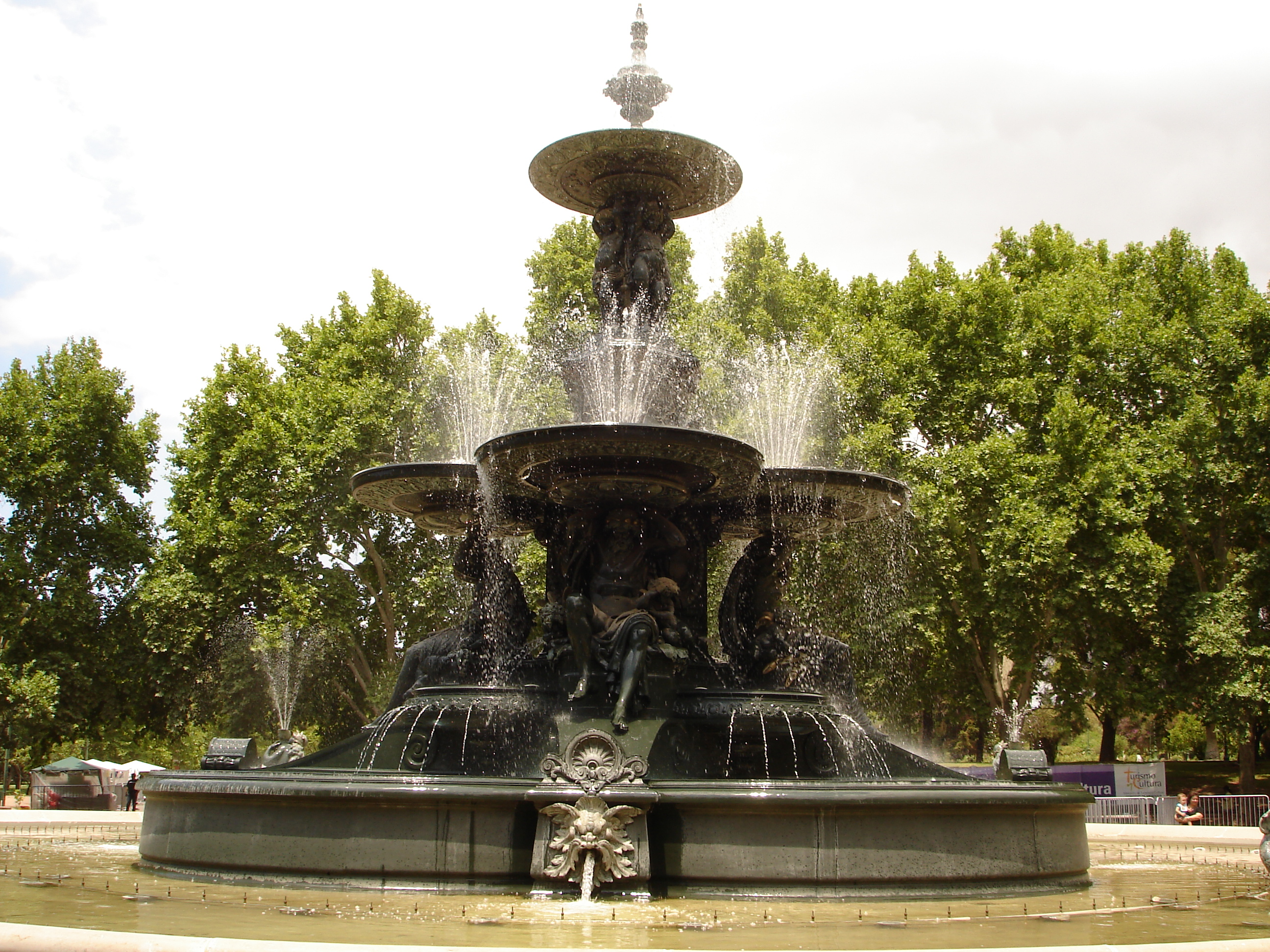
La Fuente de los Continentes (La Fontaine de L'Observatoire), ubicada frente al rosedal.

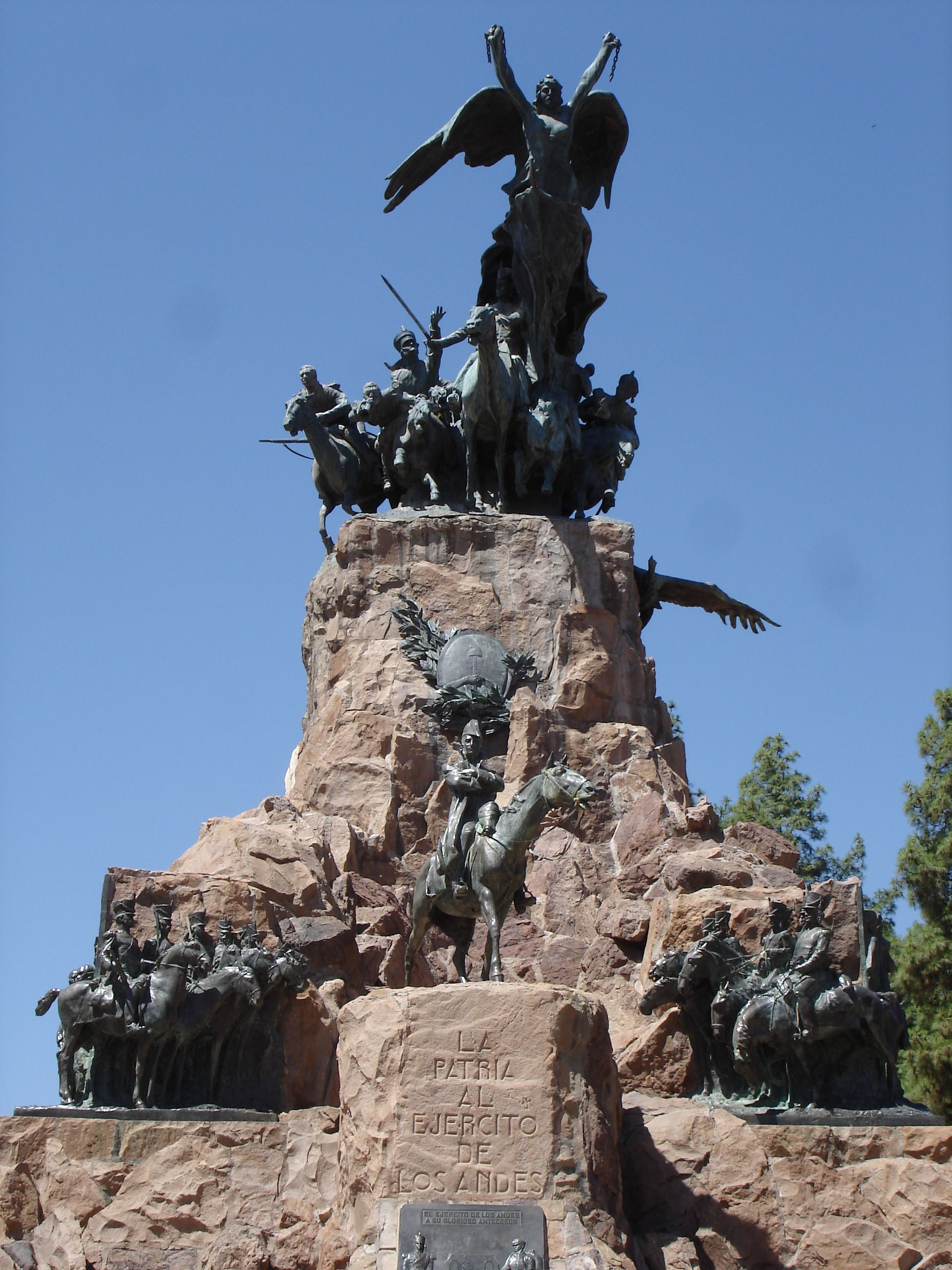
Monumento al Ejército de Los Andes, Cerro de la Gloria.

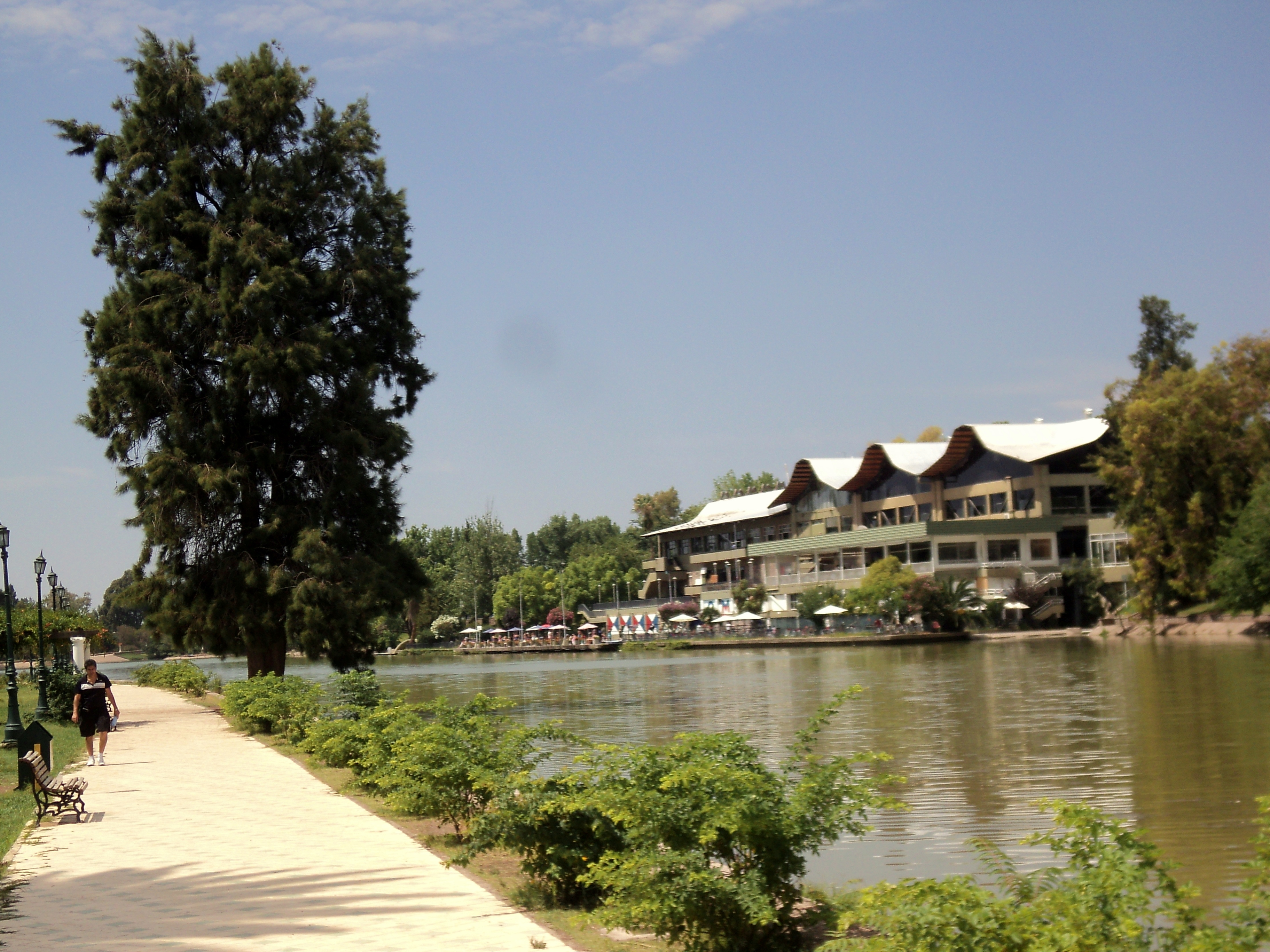
El club desde el lago

Parque General San Martín es el parque más antiguo y el principal de la Provincia de Mendoza. 
Se encuentra ubicado en la Ciudad de Mendoza, la más importante del oeste de la República Argentina. 
Delimitan el parque las avenidas Carlos Washington Lencinas (al Norte), San Francisco De Asís (al Sur) y Boulogne Sur Mer (al Este). En tanto que la precordillera mendocina es el límite Oeste. El límite Sur se ha modificado por las ampliaciones realizadas al Parque (extendiéndose más al sur), siendo hoy el límite el Zanjón Frías, divisorio de la Ciudad de Mendoza y el Departamento de Godoy Cruz, municipios de la Provincia de Mendoza. Su extensión lo transforma en el parque artificial más grande de América del Sur y cuenta con 307 hectáreas cultivada y 86 hectáreas extras. 

## Historia
Después del terremoto de 1861, la ciudad se vio afectada por grandes epidemias de difteria, cólera, y sarampión lo que significaba un gran conflicto sanitario que requería de urgente solución, es por eso que en el proceso de reconstrucción de la nueva ciudad post-terremoto el por entonces Ministro de Obras y Servicios Públicos Emilio Civit decide promover la ley n.º 3 para poblar el oeste por medio de la forestación que serviría además como defensa aluvial y para la ubicación de una nueva penitenciaria. Finalmente el 6 de noviembre de 1896, se dicta la ley n.º 19 como la normativa para la creación del Parque del Oeste, nombre originario del actual General San Martín. Ese mismo año se contrata al arquitecto y paisajista francés Carlos Thays, responsable de otros importantes parques argentinos como Parque 9 de Julio, Parque Sarmiento y Parque Nahuel Huapi.
Al principio, la construcción de este parque desató polémica entre los oficialistas y opositores de aquel tiempo. El gobierno de Moyano, quién era el mandatario en esa época afirmaba que dicho proyecto tenía como objetivo subsanar las falencias sanitarias que se vivían tras el sismo, mientras que la oposición sostenía que esta construcción de gran magnitud solo respondía a fines elitistas y que con menor cantidad de dinero podrían solucionarse problemas sanitarios de mayor importancia como cloacas, agua potable, acequias, etc. El resultado favoreció a largo plazo a toda la población del Gran Mendoza al producirse una purificación atmosférica total de la zona.
En 1947, por la Ley 1744, se impone el nombre de Parque General San Martín y se cambia el nombre de la avenida Uriburu por Del Libertador.
En 1976, se construyó el Estadio Malvinas Argentinas, y el CRICYT.

### Portones
La historia de los Portones del Parque es muy especial. Dos Portones ocuparon el ingreso al Parque mendocino: los Portones de Vassena y los Portones fabricados en Glasgow y comprados en París.

#### Los portones de Vassena
Los talleres metalúrgicos de Pedro Vassena e Hijos, de Buenos Aires, habría cobrado en mayo de 1907 la suma de $1700 por la construcción de un portón central y dos portones laterales más pequeños para el ingreso al parque. 
Pero en ninguna publicación histórica referida a este espacio verde, se los mencionan. De todos modos, los portones llegan a Mendoza y cuando en 1910 se proyecta la prolongación de avenida de los Álamos al oeste de la segunda rotonda para acceder al cerro del Pilar —cerro de la Gloria—, el director de Industrias propone instalar los portones viejos en el comienzo del camino. Pero esa obra nunca se concretó por culpa de gran cantidad de arbustos en aquella zona.

#### Los portones del sultán
Emilio Civit adquiere, en París, los portones fundidos en hierro que definieron el ingreso al parque en el año 1907. Habían quedado sin comprador luego de ser elaborados por una fundidora escocesa para un sultán caído en desgracia.
El conjunto se compone de tres portones de hierro, de dos hojas cada uno, unidos por verjas. La abertura del acceso principal posee 6,30 m de ancho por 6,70 m de alto y las laterales 3,90 m de ancho por 4,71 m de alto. Las verjas se encuentran montadas sobre un basamento de piedra (granito) de 0,85 m de altura. En su punto más alto alcanza 9,40 m. El portal mayor, está coronado por la representación de un cóndor andino con sus alas desplegadas y el Escudo de Mendoza, que reemplazaron a los símbolos de su encargante originario, la corona imperial del sultán  y una medialuna, signo del Islam. La forma de cada portón es recta en los lados y con la parte superior ligeramente curvada. La armadura de las hojas y verjas está constituida por barrotes paralelos y ornamentados con elementos decorativos. Las barras de las puertas son de sección cuadrada y las de las verjas son redondas. En las hojas de los tres portones se repiten los motivos ornamentales con algunas variantes entre el portón central y los laterales. En las batientes del acceso principal se encuentra la estilización de una columna decorativa que termina en un escudo, y está franqueada en su base por dos gárgolas, una a cada lado (animales de rasgos monstruosos que combinan cabeza de dragón y cuerpo de pez), pero conformado este último por hojas de acanto estilizadas.
En la parte superior se encuentran arabescos de zarcillos de acanto y sobre la abertura, remata en una crestería formada por hojas de acanto esperiladas, sobre las que se ubicó el escudo de Mendoza y un cóndor. También aparecen dos coronas (una de cada lado), motivos característicos de la ornamentación del siglo XIX. En los paños de los portones laterales se repiten los mismos motivos decorativos de columna, figuras fantásticas hojas de acanto. Pero aún conservan en el eje central los motivos de la media luna y estrella del Islam. En la crestería de estos portones solamente se ha colocado el escudo.
Originalmente se encontraban pintados en negro y dorado, pues así lo testimonió el viajero francés Jules Huret, que visitó la provincia en 1910. Esta tradición colorística es netamente británica, lo que concuerda con su origen. Pero durante mucho tiempo estuvieron pintadas de verde. 
En 1909, año de su instalación, se le agrega dos portones peatonales y balaustradas que cercaban el parque.

## Descripción
En el parque se pueden realizar un sinnúmero de actividades recreativas, deportivas, educativas, culturales y turísticas, cuenta con:
- Teatro Griego Frank Romero Day, escenario de la Fiesta Nacional de la Vendimia. (Conocido como Anfiteatro).
- Museo de Ciencias Naturales y Antropológicas Juan Cornelio Moyano, contiene 40.000 ejemplares en exposición.
- Estadio Malvinas Argentinas, sede del mundial Argentina 78 y de la Copa América 2011.
- Universidad Nacional de Cuyo.
- CRICYT-CONICET, centro de investigaciones científicas, de libre acceso solicitando permiso con anticipación.
- CCT-MENDOZA WIKI. Centro Científico Tecnológico Mendoza Wiki.
- CTT Mendoza, centro de investigaciones científicas, de libre acceso solicitando permiso con anticipación.
- Departamento de Aplicación Docente (DAD) colegio secundario perteneciente a la Universidad Nacional de Cuyo.
- Eureka, Parque de La Ciencia (cerrado), en las dependencias del Ex Hospital Emilio Civit, actualmente funciona allí la Facultad de Ciencias Exactas y Naturales de la Universidad Nacional de Cuyo.
- Jardín Botánico
- Rosedal
- Club Mendoza de Regatas, en la costa del lago, donde se pueden practicar deportes acuáticos como wakeboard, remo, entre otros.
- Club Hípico Mendoza, lugar donde se disputan prestigiosos torneos.
- Mendoza Lawn Tennis Club.
- Golf Club Andino.
- Aeroclub Mendoza.
- Velódromo Mendoza.
- Teatro El Pulgarcito.
- Club Atlético Gimnasia y Esgrima.
- Club Sportivo Independiente Rivadavia.
- Decenas de obras artísticas a lo largo y ancho del predio, las más destacadas son los Caballitos de Marly (réplica de los que se encuentran en los Campos Elíseos de París) y La Fontaine de L'Observatoire (nombre de poca trascendencia), también nombrada La Fuente de los Continentes (por representar a Europa, América, África y Asia), y erróneamente conocida como Fuente de las Américas.
- Actividades al aire libre gratuitas auspiciadas por el gobierno: se muestra cine argentino a todo el público, se brindan conciertos sinfónicos en la isla del lago, se dan clases de gimnasia aeróbica y se ofrece un espacio libre de tránsito vehicular para atletas, skaters y patinadores.

## Lugares de interés
- Zoológico de Mendoza: El zoológico fue creado en 1903 como parte del proyecto paisajista de Carlos Thays, quien también se encargó del diseño de la entonces West Park. El parque abarca 48 hectáreas (120 acres) y tiene alrededor de 1.100 animales. A principios del 2016 el gobierno cerró el zoológico para su remodelación.
- Escuela hogar Eva Perón: Ubicada en el Parque General San Martín, fue construida en 1953 y fue parte de una serie de edificaciones similares que se levantaron en distintas partes del país. Comparten un estilo que las asemeja a una "gran casa", para los niños que iban a estudiar y alojarse durante la semana. Doce de estos edificios fueron declarados Monumento Histórico Nacional.[2]
- Monumento al Ejército de Los Andes: Ubicado en el Cerro de La Gloria, mirador de la ciudad.

## Ubicación
32°53′25″S 68°52′16″O / -32.890359, -68.871212